# Етнографска група
Етнографска група е понятие от народната култура, обозначаващо част от даден народ, обикновено локализирана в някой регион от територията му, притежаваща особености на диалекта и културата (облекло, психически черти, храна, обичаи и т.н.)
Пример за етнографска група са шопите в Средна Западна България, добруджанците в Североизточна България и пр.
Субетносът или субетническа група (на френски: sous-groupe ethnique; на английски: sub-ethnic group) е вътрешна общност, характеризираща се на основата на взаимна комплиментарност между членовете си, със свой специфичен стереотип на поведение спрямо обкръжението си.
Отличителни характеристики на субетносите могат да бъдат както културни (облекло – народна носия и фолклор), така и езикови (диалект и жаргон) особености и т.н. Обикновено субетническите общности се формират на географски признак.